# Ільченко Леонід Харитонович
Леоні́д Харито́нович І́льченко (9 грудня 1925 року в селі Байрак Диканського району - 4 березня 1993, Диканька), заслужений майстер народної творчості України (1993).

## Життєпис
Закінчив Милорадівську початкову школу, навчався в Писарівщанському ветзоотехнікумі.
В 1941 році був евакуйований з сім'єю на Донбас; добровольцем пішов на фронт. З армії демобілізувався в червні 1946, в званні старшого лейтенанта, нагороджений орденами Червоної Зірки, Вітчизняної війни І-го ступеня, медалями «За відвагу», «За бойові заслуги», «За перемогу над Німеччиною у Великій вітчизняній війні 1941—1945 років».
Працював завідувачем клубу, художником на заводі в Краматорську, з 1966 і до виходу на пенсію — художником-гравером Диканського райпобуткомбінату.
Першою серйозною і вдалою роботою став пам'ятник М. В. Гоголю, створений до 100-річчя смерті письменника в 1952 — встановлений в Диканьці.
Серед його робіт:
- бюст Т. Г. Шевченка для в селі Чернечий Яр,
- 1954 — пам'ятник в Диканьці,
- погруддя Кобзаря прикрасили в селах Байрак і Стасі.
- стела «Скорботна мати», встановлена 1967 в Диканьці під час перепоховання жертв війни,
- пам'ятники полеглим в нацистсько-німецькій війні, встановлені Андріївці, Байраці, Балясному, Василівці, Великих Будищах, Великій Рудці, Водяній Балці, Діброві, Ландарях, Надежді, Нелюбівці, Орданівці, Петро-Давидівці, Стасях.
- пам'ятний знак на місці спостережного пункту полку «Катюш» в Диканьці, 1975.

Учасник районних, обласних і республіканських творчих виставок.
В жовтні 1973 Ільченку присвоєно звання «Почесний громадянин Диканьки».
Ільченка не стало в березні 1993, тільки в серпні того ж року Указом Президента України за особистий внесок у збагачення української національної культури, високу професійну майстерність йому присвоєне почесне звання «Заслужений майстер народної творчості України».
В грудні 2010 року встановлено меморіальну дошку на честь вшанування 85-річчя з дня його народження.

## Джерело
- Диканська бібліотека [Архівовано 15 січня 2017 у Wayback Machine.]